# 爵悅庭
爵悅庭（英語：Chelsea Court）是位於香港新界荃灣楊屋道100號的私人屋苑，於2005年6月落成，原址前身為太古可口可樂香港廠房。
屋苑由新鴻基地產發展，並由旗下的啟勝管理服務管理。

## 屋苑資料
爵悅庭共有4座，其中西爵軒及北爵軒為荃灣新市鎮中最高的純住宅建築。
- 東爵軒：58層
- 南爵軒：58層
- 西爵軒：68層
- 北爵軒：68層
- 單位總數：1,624 個
- 業主立案法團：第6屆（麥兆雄 擔任4-6屆法團主席）

## 住客會所
爵悅庭住客會所命名為Club Chelsea，建於項目停車場部分上方，設施包括︰25米室內恆溫泳池、20米室外園林泳池、按摩池、桑拿浴室、蒸氣浴室、健美瑜珈室、休閒閱讀區、多用途室、兒童遊樂室、私人溫習室、籃球場、燒烤場、園藝賞花閣、兒童遊樂天地、兒童競技場、和式花園、親子種植樂園﹑桌球室。

## 歷史
爵悅庭所在之處原為太古可口可樂香港汽水廠，拆卸後改建住宅。由於入伙時爵悅庭、立坊、樂悠居毗鄰工廠區，故地產從業員俗稱「荃工三寶」。雖然隨著荃灣西的發展環境已經大大改善，以及大部分工廠現已改作其他用途，但「荃工三寶」這個名稱仍然保留。三寶內有行人天橋互相連接，並通過與映日灣連接，貫通荃新天地2以至荃灣行人天橋網絡，可以直接接駁至荃灣西站及荃灣站。

## 鄰近
- 立坊（H Cube）
- 樂悠居
- 映日灣
- 萬景峯
- 御凱
- 環宇海灣
- 名逸居

## 資料來源
1. ↑  .   [2016-08-23]. （原始内容存档于2016-09-03）.

## 外部連結
- 新鴻基地產 （页面存档备份，存于）